# Tama (sudanski narod)
Tama, zbirni naziv za plemena ili etničke grupe nilsko-saharskih naroda naseljenih na području Čada i Sudana. Tama se sastoje od 6 različitih skupina od kojih neka govore čadskim arapskim jezikom, članom semitske jezične porodice, a ostali jezikom tama, koji pripada istočnosudanskim jezicima, nilsko-saharska porodica. Šest tama plemena su Abu Sharib, Kibet, Mararit, Kimr, Sungor, Erenga i Tama vlastiti. 

## Život i običaji
Topografija tama-područja, njihovi slični klimatsko-geografski uvjeti, uzrokovali su da Tama plemena imaju sličan životni stil. Njihove kuće su okruglog oblika, rađene od trske i rogožine, 15-20 stopa u dijametru, prekrivene trskom i niskog ulaza zbog lakše zaštite od lutajućih lavova i hijena. Svako selo ima svoga poglavicu a odgovoran je teritorijalnom poglavici.
Privreda se temelji na stočarstvu, uzgoj goveda, koza, ovaca i deva, i nešto zemljoradnje. Uzgoj stoke važan im je zbog mlijeka, koža, vune i mesa. Ostali izvori pivređivanja su lov (zbog mesa) i sakupljanje. Sakupljanjem se bave žene. One traže po šumi med, bobice i razne trave.
Zbog siromašnih prirodnih resursa mnogi Tame odlaze u potragu za poslom u dolinu Nila, gdje se bave suvremenijim zanimanjima, kao vozači, automehaničari i slično. Obrazovanje na Tama-području ograničeno je na islamske škole, i to na mušku djecu. Elitnije obitelji svoju djecu šalju na školovanje u razne europske zemlje, prvenstveno u Francusku i UK.